# Shane Burgos
Shane Burgos (Bronx, 19 de março de 1991) é um lutador de artes marciais mistas (MMA) norte-americano, que atualmente luta na categoria peso-pena do UFC.

## Carreira no MMA

### Ultimate Fighting Championship
Burgos fez sua estreia no UFC em 9 de Dezembro de 2016 no UFC Fight Night 102 contra Tiago Trator. Ele venceu via decisão unânime.
Burgos enfrentou Charles Rosa no UFC 210: Cormier vs. Johnson 2. Ele venceu por nocaute técnico no terceiro round. Esta luta lhe rendeu o bônus de luta da noite.
Ele enfrentou Godofredo Pepey 22 de julho de 2017 no UFC on Fox 25. Ele venceu por decisão unânime (30-26, 30-26 e 29-28).
Em 20 de Janeiro de 2018 no UFC 220: Miocic vs. Ngannou, Burgos enfrentou Calvin Kattar. Ele perdeu via nocaute técnico no terceiro round.
Burgos enfrentou Kurt Holobaugh em 3 de novembro de 2018 no UFC 230: Cormier vs. Lewis. Ele venceu via finalização no primeiro round.
Burgos enfrentou Cub Swanson em 4 de Maio de 2019 UFC Fight Night: Iaquinta vs. Cowboy. Ele venceu via decisão dividida.
Burgos enfrentou Makwan Amirkhani em 2 de Novembro de 2019 UFC 244: Masvidal vs. Diaz. Ele venceu via nocaute técnico no terceiro round.

## Cartel no MMA
| Cartel no MMA   |             |            |
| 18 lutas        | 15 vitórias | 3 derrotas |
| Por nocaute     | 5           | 2          |
| Por finalização | 5           | 0          |
| Por decisão     | 5           | 1          |

| Res.    | Cartel | Oponente          | Método                       | Evento                                  | Data       | Round | Tempo | Local                      | Notas                              |
| ------- | ------ | ----------------- | ---------------------------- | --------------------------------------- | ---------- | ----- | ----- | -------------------------- | ---------------------------------- |
| Vitória | 15–3   | Charles Jourdain  | Decisão (majoritária)        | UFC on ABC: Ortega vs. Rodríguez        | 16/07/2022 | 3     | 5:00  | Elmont, New York           |                                    |
| Vitória | 14-3   | Billy Quarantillo | Decisão (unânime)            | UFC 268: Usman vs. Covington 2          | 06/11/2021 | 3     | 5:00  | Nova Iorque, Nova Iorque   |                                    |
| Derrota | 13-3   | Edson Barboza     | Nocaute Técnico (socos)      | UFC 262: Oliveira vs. Chandler          | 15/05/2021 | 3     | 1:16  | Houston, Texas             | Luta da Noite.                     |
| Derrota | 13-2   | Josh Emmett       | Decisão (unânime)            | UFC on ESPN: Blaydes vs. Volkov         | 20/06/2020 | 3     | 5:00  | Las Vegas, Nevada          | Luta da Noite.                     |
| Vitória | 13-1   | Makwan Amirkhani  | Nocaute Técnico (socos)      | UFC 244: Masvidal vs. Diaz              | 02/11/2019 | 3     | 4:32  | Nova York, Nova York       |                                    |
| Vitória | 12-1   | Cub Swanson       | Decisão (dividida)           | UFC Fight Night: Iaquinta vs. Cowboy    | 04/05/2019 | 3     | 5:00  | Ottawa, Ontário            |                                    |
| Vitória | 11-1   | Kurt Holobaugh    | Finalização (chave de braço) | UFC 230: Cormier vs. Lewis              | 03/11/2018 | 1     | 2:11  | Nova York, Nova York       |                                    |
| Derrota | 10-1   | Calvin Kattar     | Nocaute Técnico (socos)      | UFC 220: Miocic vs. Ngannou             | 20/01/2018 | 3     | 0:32  | Boston, Massachusetts      | Luta da Noite.                     |
| Vitória | 10-0   | Godofredo Pepey   | Decisão (unânime)            | UFC on Fox: Weidman vs. Gastelum        | 22/07/2017 | 3     | 5:00  | Uniondale, Nova York       |                                    |
| Vitória | 9-0    | Charles Rosa      | Nocaute Técnico (socos)      | UFC 210: Cormier vs. Johnson 2          | 08/04/2017 | 3     | 1:59  | Buffalo, Nova York         | Luta da Noite.                     |
| Vitória | 8-0    | Tiago Trator      | Decisão (unânime)            | UFC Fight Night: Lewis vs. Abdurakhimov | 09/12/2016 | 3     | 5:00  | Albany, Nova York          | Estreia no UFC.                    |
| Vitória | 7-0    | Jacob Bohn        | Nocaute (soco)               | CFFC 56                                 | 27/02/2016 | 1     | 4:52  | Filadélfia, Pensilvânia    |                                    |
| Vitória | 6-0    | Terrell Hobbs     | Nocaute Técnico (socos)      | CFFC 45                                 | 07/02/2015 | 1     | 4:03  | Atlantic City, Nova Jersey |                                    |
| Vitória | 5-0    | Bill Algeo        | Finalização (mata leão)      | CFFC 42                                 | 25/10/2014 | 2     | 2:35  | Chester, Pensilvânia       |                                    |
| Vitória | 4-0    | Donald Ooton      | Finalização (guilhotina)     | CFFC 35                                 | 26/04/2014 | 1     | 3:10  | Atlantic City, Nova Jersey |                                    |
| Vitória | 3-0    | Myron Baker       | Finalização (mata leão)      | CFFC 31                                 | 08/02/2014 | 2     | 2:12  | Atlantic City, Nova Jersey |                                    |
| Vitória | 2-0    | Ashure Elbanna    | Nocaute Técnico (socos)      | Ring of Combat 46                       | 20/09/2013 | 1     | 2:16  | Atlantic City, Nova Jersey |                                    |
| Vitória | 1-0    | Ratioender Melo   | Finalização (mata leão)      | Xtreme Caged Combat: Vendetta           | 26/07/2013 | 1     | 2:14  | Filadélfia, Pensilvânia    | Estreia no MMA, Estreia nos Penas. |